# Верхньодонський район
Верхньодонськи́й райо́н (рос. Верхнедонской район) — район у північній частині Ростовської області Російської Федерації. Адміністративний центр — станиця Казанська.

## Географія
Район розташований у крайній північній частині області по обидва береги річки Дон. На південному заході межує із Чертковським районом, на південному сході — із Боковським та Кашарським, на сході — із Шолоховським районом, на північному сході — із Волгоградською, а на північному заході — із Воронезькою областю.

## Історія
Боковський район був утворений як Казанський 1924 року шляхом перетворення із Казанської волості у складі Донецького округу (а з 1924 року Верхньодонського) Північно-Кавказького краю. Так само був створений і Мішковський район. 27 лютого 1927 року обидва райони ліквідовуються.
У 1929 році на територіях скасованих раніше Казанського й Мішковського районів утворюється Верхньодонський район у складі знову перейменованого Донецького округу. 
У 1934-37 роках район входив до Північно-Донського округу. 
1937 року Верхньодонський район увійшов до складу новоствореної Ростовської області. У період 1954–1957 років він перебував у складі Кам'янської області. 1962 року до його складу увійшов ліквідований Мігулінський район, а в лютому 1963 року він сам увійшов до складу Вешенського району. 
У березні 1964 року Верхньодонський район було поновлено з частин Вешенського та Мальчевського районів.

## Населення
Населення району становить 19402 особи (2013; 20441 в 2010).

## Адміністративний поділ
Район адміністративно поділяється на 10 сільських поселень, які об'єднують 59 сільських населених пунктів:
| Поселення                               | Площа, км² | Населення, осіб (2010) | Центр              | Населені пункти |
| --------------------------------------- | ---------- | ---------------------- | ------------------ | --------------- |
| Верхняковське сільське поселення        | -          | 1669                   | Верхняковський     | 5               |
| Казанське сільське поселення            | -          | 6686                   | Казанська          | 7               |
| Казанськолопатинське сільське поселення | -          | 507                    | Казанська Лопатина | 4               |
| Мішковське сільське поселення           | -          | 3007                   | Мішковська         | 9               |
| Мещеряковське сільське поселення        | -          | 1787                   | Мещеряковський     | 6               |
| Мігулінське сільське поселення          | -          | 1451                   | Мігулінська        | 2               |
| Нижньобиковське сільське поселення      | -          | 530                    | Биковський         | 3               |
| Солонцовське сільське поселення         | -          | 945                    | Солонцовський      | 5               |
| Туб'янське сільське поселення           | -          | 1165                   | Туб'янський        | 7               |
| Шумілінське сільське поселення          | -          | 2694                   | Шумілінська        | 11              |

### Найбільші населені пункти
| №  | Населений пункт   | Населення, осіб (2010) |
| -- | ----------------- | ---------------------- |
| 1  | Казанська         | 4 721                  |
| 2  | Мішковська        | 1 447                  |
| 3  | Мігулінська       | 1 417                  |
| 4  | Верхняковський    | 990                    |
| 5  | Шумілінська       | 849                    |
| 6  | Поповка           | 837                    |
| 7  | Новоніколаєвський | 753                    |
| 8  | Кукуєвська        | 734                    |
| 9  | Мещеряковський    | 734                    |
| 10 | Суходольний       | 561                    |

## Економіка
Район є цілком сільськогосподарським, тут працює 70 колективних та понад 250 фермерських господарств, які займаються вирощуванням зернових, технічних культур та тваринництвом. У районі працює Верхньодонський лісгосп, найбільший в області, який займається переробкою деревини.

## Пам'ятки
У Верхньодонському району розташовані дві крейдові Мигулинські печери, вік яких може становити близько 6 століть .

## Персоналії
У районі народився Дьомін Пантелій Іванович — повний кавалер Ордена Слави, командир саперного відділення 172-о гвардійського стрілецького полку.